# جائزة إسبانيا الكبرى 1975
جائزة إسبانيا الكبرى 1975 هو سباق فورمولا 1 أقيم بتاريخ 27 أبريل 1975 في برشلونة، إسبانيا. كان الرابع من أصل 14 في بطولة العالم لسباقات الفورمولا واحد موسم 1975. فاز به الألماني يوخن ماس.